# My Daughter Left the Nest and Returned an S-Rank Adventurer
«Моя донька покинула дім та повернулася авантюристом S-рангу» (яп. 冒険者になりたいと都に出て行った娘がSランクになってた, Bōkensha ni Naritai to Miyako ni Deteitta Musume ga Esu Ranku ni Natteta, lit.), скорочено як S-Rank Musume (яп. Sランク娘, lit. «S-Rank Daughter») — ранобе, написане Модзікакія та проілюстроване toi8. Спочатку воно виходило як вебновела на сайті Shōsetsuka ni Narō з вересня 2017 до січня 2020 року. Згодом права на неї придбало видавництво Earth Star Entertainment, яке випустило одинадцять томів під імпринтом Earth Star Novel з грудня 2018 до листопада 2021 року.
Манґа-адаптація з ілюстраціями Кю Урушібари виходить на сайті Comic Earth Star з травня 2018 року і станом на жовтень 2022 року її глави зібрані у семи томах танкобонів. Аніме-адаптація, створена студією Typhoon Graphics, транслювалася з жовтня по грудень 2023 року.

## Сюжет
Після смертельної сутички, яка позбавила Белгрейва ноги та можливості здійснити свої мрії, він знаходить у дикій місцевості покинуте немовля Ангеліну та вирішує виховати її як рідну доньку.
Ставши авантюристкою найвищого рівня й здобувши славетне ім'я, Ангеліна не знаходить радості у славі, багатстві чи могутності, адже її єдине бажання — знову побачити свого батька.

## Персонажі
Ангеліна (яп. アンジェリン, Anjerin)
Сейю: Саорі Хаямі
Авантюристка S-рангу, яка працює в місті Торрнера. Вона навчалася ремесла авантюриста у Белгрейва та стала авантюристкою, залишивши своє рідне село у 12 років. Ангеліна здобула прізвисько «Чорноволоса бойова діва» й утворила групу разом із Міріам і Анессою. Глибоко поважає Белгрейва та постійно розповідає про його силу, навіть дала йому прізвисько «Червоний демон». Вона має суперечливу погану звичку — ніколи не може втриматися від допомоги іншим, а також сильну прив'язаність до батька, через що стає надзвичайно лютою, якщо її дорогоцінний відпочинок удома опиняється під загрозою.
Белгрейв (яп. ベルグリフ, Berugurifu)
Сейю: Дзюнічі Сувабе
Колишній авантюрист E-рангу, який змушений був піти на спочинок через інцидент, унаслідок якого втратив праву ногу. Він повернувся до рідного села й допомагав у захисті його від монстрів, попри каліцтво. Через вісім років після втрати ноги Белгрейв знайшов покинуту в лісі Ангеліну та вирішив її виховати. Вона дала йому прізвисько «Червоний демон» та розповсюдила його, хоча він був не в захваті від цього, коли дізнався. Попри свою травму, він продовжував удосконалювати володіння мечем і досяг рівня, на якому зміг самотужки перемагати монстрів C-рангу. Попри величезну силу Ангеліни, Белгрейв перемагає її у двобоях завдяки своїй майстерності.
Анесса (яп. アネッサ)
Сейю: Макі Кавасе
Міріам (яп. ミリアム, Miriamu)
Сейю: Румі Окубо
Гельветіка Бордо (яп. ヘルベチカ・ボルドー, Herubechika Borudō)
Сейю: Іноуе Маріна
Саша Бордо (яп. サーシャ・ボルドー, Sāsha Borudō)
Сейю: Саку Мідзуно
Серен Бордо (яп. セレン・ボルドー, Seren Borudō)
Сейю: Кана Ічіносе
Марґеріт (яп. マルグリット, Maruguritto)
Сейю: Файруз Ай
Грем (яп. グラハム, Gurahamu)
Сейю: Хоучу Оцука
Шарлотта (яп. シャルロッテ, Sharurotte)
Сейю: Канон Такао
Бяку (яп. ビャク)
Сейю: Кадзукі Ура
Ашкрофт (яп. アシュクロフト, Ashukurofuto)
Сейю: Кікуносуке Тоя
Лайонел (яп. ライオネル, Raioneru)
Сейю: Суґіта Томокадзу
Чеборг (яп. チェボルグ, Cheborugu)
Сейю: Тецу Інада
Дортос (яп. ドルトス, Dorutosu)
Сейю: Йосуке Акімото
Марія (яп. マリア)
Сейю: Хітомі Набатаме
Шварц (яп. シュバイツ, Shubaitsu)
Сейю: Сімоно Хіро
Юрі (яп. ユーリ)
Сейю: Лінн
Розетта (яп. ロゼッタ, Rozetta)
Сейю: Йошіно Нандзьо

## Медіа

### Ранобе
Написана Модзікакією, серія почала виходити онлайн на сайті Shōsetsuka ni Narō 18 вересня 2017 року та завершилася 21 січня 2020 року. Згодом її придбало видавництво Earth Star Entertainment, яке випустило одинадцять томів з ілюстраціями toi8 у період з 15 лютого 2018 року по 16 листопада 2021 року під імпринтом Earth Star Novel.
У липні 2021 року J-Novel Club оголосив про отримання ліцензії на англомовне видання цих романів.
| №  | Дата виходу       | ISBN                   |
| -- | ----------------- | ---------------------- |
| 1  | 15 лютого 2018    | ISBN 978-4-80-301162-3 |
| 2  | 16 травня 2018    | ISBN 978-4-80-301191-3 |
| 3  | 16 жовтня 2018    | ISBN 978-4-80-301237-8 |
| 4  | 15 лютого 2019    | ISBN 978-4-80-301272-9 |
| 5  | 15 липня 2019     | ISBN 978-4-80-301301-6 |
| 6  | 17 жовтня 2019    | ISBN 978-4-80-301350-4 |
| 7  | 15 лютого 2020    | ISBN 978-4-8030-1390-0 |
| 8  | 15 травня 2020    | ISBN 978-4-80-301421-1 |
| 9  | 15 жовтня 2020    | ISBN 978-4-80-301456-3 |
| 10 | 15 квітня 2021    | ISBN 978-4-80-301512-6 |
| 11 | 16 листопада 2021 | ISBN 978-4-80-301576-8 |
| Ex | 15 листопада 2023 | —                      |

### Манґа
Манґа-адаптація з ілюстраціями Кю Урушібари почала виходити на сайті Comic Earth Star 8 травня 2018 року. Перший том танкобону вийшов 16 жовтня 2018 року. Станом на жовтень 2023 року випущено сім томів.
На Anime Expo 2023 J-Novel Club оголосив, що також отримав ліцензію на манґу.
| № | Дата виходу       | ISBN                   |
| - | ----------------- | ---------------------- |
| 1 | 16 жовтня 2018    | ISBN 978-4-80-301235-4 |
| 2 | 11 травня 2019    | ISBN 978-4-80-301292-7 |
| 3 | 12 листопада 2019 | ISBN 978-4-80-301354-2 |
| 4 | 12 серпня 2020    | ISBN 978-4-80-301437-2 |
| 5 | 12 серпня 2021    | ISBN 978-4-80-301546-1 |
| 6 | 11 листопада 2022 | ISBN 978-4-80-301709-0 |
| 7 | 12 жовтня 2023    | ISBN 978-4-80-301845-5 |
| 8 | 9 серпня 2024     | ISBN 978-4-80-301993-3 |

### Аніме
Аніме-адаптацію телесеріалу було анонсовано 1 листопада 2022 року. Його створила студія Typhoon Graphics, режисером виступив Наокі Мурата, а головним режисером — Такеші Морі. Сценарій написав Юїчіро Момосе, а дизайном персонажів займався Джун Шібата, який також став головним режисером анімації. Серіал транслювався з 6 жовтня по 29 грудня 2023 року на Tokyo MX та інших телеканалах. Опенінґ аніме «Sen» (яп. 閃, «Спалах світла») у виконанні Йошіно Нандзьо, а ендонінґ «Homeward Journey» («Дорога додому») у виконанні Наґі Янаґі. Платформа Crunchyroll транслювала серіал за межами Азії.